# FSV Rot-Weiß Prenzlau
FSV Rot-Weiß Prenzlau is een Duitse voetbalclub uit Prenzlau, Brandenburg.

## Geschiedenis
De club werd in 1946 opgericht als SG Prenzlau. In 1948 werd de naam Blau-Weiß Prenzlau en in 1949 Eintracht Prenzlau. Met de invoering van het BSG-systeem in 1950 werd de club BSG Motor Prenzlau en kort daarna BSG Lokomotive Prenzlau.
In 1952 ging de club in de nieuwe Bezirksliga Neubrandenburg spelen, dat de derde klasse was. Van 1965 tot 1970 werd de club vier keer kampioen, maar slaagde er niet in om via de eindronde verder te promoveren naar de DDR-Liga. Nadat het bedrijf Armaturenwerk Prenzlau de nieuwe sponsor werd in plaats van de Deutsche Reichsbahn werd de naam in 1979 veranderd in BSG Lok/Armaturen Prenzlau en de sportieve opmars begon.
In 1982 promoveerde de club eindelijk naar de DDR-Liga. Het volgende decennium werd de club een liftploeg tussen de tweede en de derde klasse. Na twee seizoenen degradeerde de club en keerde meteen weer terug voor drie jaar en dan opnieuw na één seizoen tot het einde van het DDR-voetbal.
Na de Duitse hereniging werd de naam gewijzigd in FSV Rot-Weiß Prenzlau en de club ging in de Oberliga NOFV-Nord spelen, waar de club tot 1996 verbleef. De club zakte verder weg naar de lagere reeksen. In 2010 promoveerde de club weer naar de Landesliga (zevende klasse).